# Thor (Universo cinematográfico de Marvel)
Thor Odinson, más conocido como Thor, y a veces por su título como el Dios del Trueno, es un personaje ficticio interpretado por Chris Hemsworth en el Universo Cinematográfico de Marvel (MCU), basada en el personaje de Marvel Comics del mismo nombre y el dios mitológico nórdico del mismo nombre. En el MCU, es presentado como uno de los más poderosos guerreros de Asgard; una antigua civilización alienígena con largos vínculos con la Tierra, a quienes los humanos consideran dioses. Thor empuña un poderoso martillo llamado Mjolnir, y se le representa inicialmente como el heredero arrogante del trono de Asgard, cuyo comportamiento descarado causa confusión entre los Nueve Reinos bajo la protección de Asgard. Esto lo pone en conflicto con su malvado hermano adoptivo, Loki. 
Thor se compromete con la protección de la Tierra y se convierte en miembro fundador de los Vengadores. Thor finalmente se convierte en el Rey de Asgard después de la muerte de Odín y la destrucción del reino durante la batalla con su hermana Hela. Luego, Thor entra en conflicto con Thanos, quien mata a la mitad de los asgardianos y usa las Gemas del Infinito para borrar la mitad de la vida en el universo antes de que Thor mismo mate a Thanos. Más tarde, Thor se une a sus compañeros Vengadores para obtener las Gemas del pasado utilizando el viaje en el tiempo y deshacen con éxito las acciones de Thanos. Cuando una versión alternativa de Thanos ingresa a su línea de tiempo, Thor y sus aliados logran derrotarlo. Thor luego pasa la corona de Nuevo Asgard a Valquiria y se une a los Guardianes de la Galaxia. Más tarde, Thor entra en conflicto con Gorr el Carnicero de Dioses y el dios olímpico Zeus, mientras se vuelve a conectar con su exnovia, ahora enferma terminal, Jane Foster, que ahora maneja el Mjolnir. Después de que Foster sucumbe a su cáncer para ayudar en la derrota de Gorr, Thor adopta a la hija de este último, Love.
Para 2022, Thor es una figura central del MCU, habiendo aparecido en ocho películas; la más reciente es Thor: Love and Thunder (2022). Aunque las dos primeras películas de Thor han estado entre las películas menos bien recibidas en el UCM, Thor: Ragnarok, con su reinvención sustancial del personaje, se ha considerado una de las mejores películas del UCM y, a menudo, se le atribuye el reinicio positivo de Thor y su historia, y la recepción de su personaje se ha vuelto mucho más favorable.
Versiones alternativas del personaje aparecen en la serie animada What If...? (2021), con Hemsworth retomando el papel. Una versión en particular, representa a un Thor alternativo que se crio sin Loki y que más tarde, es reclutado por los Guardianes del Multiverso, liderados por el Vigilante en la batalla contra una versión alternativa de Ultrón.

## Concepto, creación y caracterización
Thor debutó como un superhéroe de Marvel Comics en el título de antología de ciencia ficción / fantasía Journey into Mystery # 83 (agosto de 1962), creado por el editor Stan Lee, el guionista Larry Lieber y el dibujante y trazador Jack Kirby. Kirby dijo: "Creé a Thor en Marvel porque siempre estuve enamorado de las leyendas, por eso sabía sobre Balder, Heimdall y Odín. Intenté actualizar a Thor y ponerle un disfraz de superhéroe, pero seguía siendo Thor". Lee y Kirby incluyeron a Thor en The Avengers # 1 (septiembre de 1963) como miembro fundador del equipo de superhéroes. Una adaptación televisiva de acción real del personaje del cómic apareció por primera vez en la película para televisión de 1988 The Incredible Hulk Returns, interpretado por Eric Allan Kramer. A partir de entonces, se propusieron adaptaciones cinematográficas de acción real del personaje, pero no se concretaron. A mediados de la década de 2000, Kevin Feige, productor de Marvel Studios, se dio cuenta de que Marvel aún poseía los derechos de los miembros principales de los Vengadores, que incluían a Thor. Feige, un "fanático" autoproclamado, imaginó crear un universo compartido tal como lo habían hecho los creadores Stan Lee y Jack Kirby con sus cómics a principios de la década de 1960.
Mark Protosevich, fanático del cómic de Thor, accedió a escribir el guion en abril de 2006, y el proyecto pasó a manos de Paramount Pictures, después de que esta adquiriera los derechos de Sony. En diciembre de 2007, Protosevich describió sus planes para que "sea como una historia de origen de superhéroes, pero no sobre un ser humano que obtiene superpoderes, sino sobre un dios que se da cuenta de su verdadero potencial. Es la historia de un dios del Antiguo Testamento que se convierte en un dios del Nuevo Testamento". Marvel Studios contrató a Matthew Vaughn para dirigir la película. Vaughn luego reescribió el guion de Protosevich para reducir el presupuesto.  En septiembre de 2008, Kenneth Branagh entró en negociaciones para dirigir la película, y en diciembre de 2008, Branagh confirmó que había sido contratado. Lo describió como "una historia humana justo en el centro de un gran escenario épico". En octubre de 2008, a Daniel Craig se le ofreció el papel, pero finalmente lo rechazó, citando sus compromisos con la franquicia de James Bond.
En mayo de 2009, Chris Hemsworth estaba en negociaciones para interpretar el papel principal después de un proceso de ida y vuelta en el que el actor de entonces 25 años, fue rechazado desde el principio y luego se le dio una segunda oportunidad de audicionar para el papel. El hermano de Hemsworth, Liam, también audicionó para el papel, pero el director de Marvel Studios, Kevin Feige, lo rechazó. Feige mencionó que la película se desarrollaría tanto en la Tierra moderna como en Asgard, pero que el anfitrión humano de Thor, el Dr. Donald Blake, no estaría incluido. Hemsworth declaró que ganó 20 libras (9 kg.) para el papel comiendo sin parar y reveló que "no fue hasta Thor que comencé a levantar pesas, todo era bastante nuevo para mí".

### Caracterización
Con respecto a su versión del personaje, Hemsworth dijo: "Seguimos tratando de humanizarlo todo y mantenerlo muy real. Mire toda la investigación sobre los cómics que podamos, pero también traiga de vuelta a '¿Quién es este tipo como persona y cuál es su relación con las personas en las escenas individuales?'. Sobre abordar el estilo de lucha de Thor, comentó: "Primero, observamos los cómics y las posturas, la forma en que [Thor] se mueve y lucha, y gran parte de su poder parece extraerse del suelo. Hablamos de boxeadores, ya sabes, Mike Tyson, muy cerca del suelo y con el pecho grande y abierto y grandes movimientos de hombros y muy brutales pero elegantes al mismo tiempo, y luego, a medida que filmamos cosas, las cosas se volvieron más fáciles". Para la escena de Odín junto a Thor y Loki siendo niños, Dakota Goyo interpreta a un joven Thor en la primera película.
Para Los Vengadores, Hemsworth dijo que pudo mantener la fuerza que construyó para Thor al aumentar su consumo de alimentos, que consistía en pechugas de pollo, pescado, bistec y huevos todos los días. Cuando se le preguntó exactamente cuánto, Hemsworth dijo: "¡Mi peso corporal en proteínas es bastante!". Comentó que la motivación de Thor "es mucho más personal, en el sentido de que es su hermano el que está agitando las cosas. Mientras que todos los demás, es un tipo malo al que tienen que acabar. Es un enfoque diferente para mí o para Thor. Constantemente tiene que luchar contra el bien común y lo que debe hacer frente a su hermano pequeño. . . A veces me he sentido frustrado con mis hermanos o con mi familia, pero soy el único al que se le permite estar enojado con ellos. Hay un poco de eso."
Según Hemsworth, en Thor: The Dark World, "para Thor y Jane, hay algunas preguntas sin respuesta ahora, ya que obviamente él no se detuvo y la alcanzó en The Avengers. Thor podría tener algunas explicaciones que hacer en este caso. Y con Loki, llegamos a los huesos principales de nuestro conflicto con todo lo que ha venido desde Thor hasta los Vengadores hasta ahora". Hemsworth agregó: "Creo que el viaje de Thor comienza más desde donde dejamos el primero: a punto de asumir el trono... y ahora me doy cuenta de la responsabilidad que conlleva. Además, Alan [Taylor] sigue hablando sobre el lado oscuro de esa responsabilidad y los secretos de ser rey o volverse muy político sobre lo que la gente necesita saber y lo que quiere saber". Hemsworth disfrutó especialmente el papel de Thor en esta película, ya que pudo, "... romperlo y encontrar sus cualidades humanas y su lado vulnerable".
Hemsworth declaró que Age of Ultron muestra que Thor permaneció en la Tierra desde los eventos de The Dark World, y ha comenzado a sentirse como en casa aquí, por lo que considera la amenaza de Ultrón como un ataque personal. Hemsworth declaró que tuvo que trabajar más duro para traer nuevos elementos al personaje para evitar repetirse, diciendo que "nos dio espacio para hacerlo un poco más conectado a tierra y humano y tenerlo en ropa de civil y mezclarlo en una fiesta". Hemsworth señaló que las motivaciones de Thor en esta película eran completamente diferentes, ya que era la primera película del MCU en la que no jugaba contra Loki.
Por los eventos de Thor: Ragnarok, Thor se ha convertido en un "pistolero solitario" en busca de las Gemas del Infinito. Hemsworth se había "aburrido un poco" del personaje en ese momento y quería correr algunos riesgos y experimentar: el personaje tiene el cabello más corto en la película, usa un atuendo diferente, su martillo Mjolnir está destruido, y pierde un ojo. El director Taika Waititi agregó que "desnudar" al personaje de esta manera le permitió convertirse en un refugiado al final de la película.  Waititi también quería utilizar más los talentos cómicos de Hemsworth mostrados en películas como Vacation (2015) y Ghostbusters (2016),  y citó la interpretación de Kurt Russell de Jack Burton de Big Trouble in Little China (1986) como una influencia en el personaje.
Los eventos de Infinity War vienen justo después de Ragnarok, encontrando a Thor en un "lugar muy profundo... muy interesante" con una "motivación emocional real". Por recomendación de Hemsworth, los escritores Christopher Markus y Stephen McFeely consultaron al director de Thor: Ragnarok, Taika Waititi, y al guionista Eric Pearson para ayudar a trasladar los elementos cómicos y trágicos del Thor retocado de esa película. Joe Russo dijo que Thor tiene "el arco del héroe conductor de la película que se opone directamente al argumento de Thanos" y habría sido el protagonista principal de la película si Thor hubiera matado a Thanos.  El personaje de Thor en Infinity War ha sido criticado como un paso atrás de su interpretación en su aparición anterior en Ragnarok. Thor aprende en Ragnarok que su poder no proviene del Mjolnir, solo para pasar la mayor parte de Infinity War persiguiendo la creación de un arma nueva y más poderosa.
Después de no poder matar a Thanos en Infinity War, Thor se convierte en un gobernante borracho y con sobrepeso de los refugiados de Asgard en Tønsberg, Noruega. Haciendo referencia a este cambio drástico de carácter, Hemsworth dijo: "Solo tenía una opinión. Quería hacer algo diferente esta vez. Cada película que quería, en particular, la última pareja, y estaban a bordo”, y agregó: “Rodamos durante muchas horas y días y discutimos hasta dónde podíamos empujar (Thor) y qué podíamos hacer diferente". Anthony Russo agregó: "Aunque hay mucha diversión en la película con su condición física, no es una broma. Es una manifestación de dónde se encuentra a nivel de personaje, y creemos que es uno de los aspectos más identificables de él. Quiero decir, es un tipo muy común de respuesta a la depresión y el dolor". La historia de Thor fue su arco argumental favorito y dijo: "Parte de la magia de Chris como actor cómico es su dedicación a la profundidad del personaje en un nivel muy serio. . . Es tan tortuoso y subversivo cuando la comedia proviene de un lugar de compromiso total y complejidad emocional". Hemsworth se sometió a unas tres horas de peinado y maquillaje para la transformación, que también requería que usara un gran traje protésico de silicona; se hacía llamar "Lebowski Thor" en el set. Inicialmente, se suponía que Thor volvería a su "viejo yo cincelado" en medio de Endgame, pero Hemsworth argumentó con éxito a favor de retener el físico envejecido de Thor.
En Thor: Love and Thunder, el director Taika Waititi dijo que Thor está pasando por una crisis de mediana edad en la película, ya que "solo está tratando de descubrir su propósito, tratando de descubrir exactamente quién es y por qué es un héroe o si debe ser un héroe". Chris Pratt dijo que Love and Thunder continuaría la rivalidad entre el líder de los Guardianes Peter Quill/Star-Lord y Thor que se estableció en Infinity War y Endgame.
Se observa que Thor tiene una serie de defectos de carácter, que ocasionalmente impulsan eventos en el MCU. Inicialmente es impulsivo, invadiendo Jotunheim, el hogar de los gigantes de hielo, en la primera película. Esto lleva directamente a que Odín lo destierre a la Tierra, e indirectamente al intento de Loki de derrocar el trono de Asgard después de que se entera de que nació como un gigante de hielo y que Odín lo adoptó. Se nota, sin embargo, que de esta experiencia, Thor "emerge en un guerrero más humilde". Los eventos de Thor también llevan a Loki a encontrarse con Thanos, a cuyo servicio Loki invade la Tierra en Los Vengadores. Aunque la arrogancia de Thor se ha atenuado desde su primera película, todavía muestra destellos de impulsividad, como cuando ataca a Steve Rogers en su primer encuentro en Los Vengadores.
El análisis del personaje desde una perspectiva feminista ha señalado que Thor "podría ser un fanfarrón impetuoso, pero nunca degrada a las mujeres", un marcado contraste con el mujeriego Tony Stark.

### Apariencia y efectos especiales.
La apariencia de Thor ha cambiado de una película a otra. Para la primera película, el supervisor de desarrollo visual Charlie Wen se centró en mezclar elementos de los cómics con la mitología nórdica al crear el disfraz de Thor, manteniendo los seis adornos en forma de disco en la parte superior del cuerpo, pero "tratando de mantener el lado nórdico de las cosas" como tanto como sea posible. El primer elemento de diseño que intentó Wen fue el martillo de Thor, Mjolnir, para el que Wen creó una serie de posibles alternativas, incorporando diseños que incluyen "el tradicional martillo de Thor con el mango corto, así como las versiones Ultimates", de las cuales Branagh eligió " era el más tradicional". Para Los Vengadores, el disfraz de Thor se modificó ligeramente para que encajara mejor con otros miembros del equipo y para que sus movimientos y apariencia en escenas casuales fueran más naturales, con cambios que incluyen mejorar los tonos azules en el disfraz y reducir el tamaño de la capa de Thor. Varios esfuerzos para representar a Thor vestido con "ropa de calle" como la gente de la Tierra han sido criticados por hacer que se vea como "un extra en Singles de Cameron Crowe".

## Apariciones

### Largometrajes
Chris Hemsworth interpreta al personaje en el Universo Cinematográfico de Marvel, apareciendo por primera vez en Thor (2011), y luego apareciendo en The Avengers (2012), Thor: The Dark World (2013), Avengers: Age of Ultron (2015), Thor: Ragnarok (2017), Avengers: Infinity War (2018), Avengers: Endgame (2019) y Thor: Love and Thunder (2022). Hemsworth también hizo un cameo en la escena de mitad de créditos de Doctor Strange (2016).  En septiembre de 2020, Hemsworth declaró que deseaba seguir interpretando a Thor después de Love and Thunder y dijo: "No voy a entrar en ningún período de retiro" y señaló que el personaje era "demasiado joven para eso".

### Series de televisión
- Imágenes de archivo del personaje aparecen en la serie de televisión de Disney + Loki (2021), incluido un homenaje improvisado a una escena en Thor en el episodio "Lamentis".[45]
- Hemsworth da voz a variantes del personaje en la serie animada de Disney+ What If...? (2021).[46]

## Biografía del personaje ficticio

### Primeros años de vida
Thor nació hace aproximadamente 1500 años, siendo hijo de Odín, el Rey de Asgard y Frigga. Fue criado en Asgard como el príncipe heredero, junto a su hermano, Loki.

### Destierro a la Tierra
En 2012, Thor se prepara para ascender al trono, pero es interrumpido por los Gigantes de Hielo que intentan recuperar el Cofre de los Antiguos Inviernos, un artefacto incautado por Odín en una guerra entre ambos mundos siglos antes. En contra de la orden de Odín y persuadido por Loki, Thor viaja a Jotunheim para enfrentarse al líder de los Gigantes de Hielo, Laufey, acompañado por su hermano, su amiga de la infancia Sif y los Tres Guerreros: Voltstagg, Fandral y Hogun. Se produce una batalla hasta que interviene Odín, destruyendo la frágil tregua entre las dos razas. Por la arrogancia de Thor, Odín despoja a su hijo de su poder divino y lo exilia a la Tierra. Odín lanza un encantamiento sobre el Mjolnir, asegurándose de que solo aquellos que son dignos de su poder, puedan empuñar el martillo. Thor aterriza en Nuevo México y se encuentra con el científico Dr. Erik Selvig, la astrofísica Dra. Jane Foster y la pasante de Foster, Darcy Lewis. Thor se resigna a exiliarse en la Tierra, donde desarrolla una relación con Foster. Odín entra en el "Sueño de Odín"; un período de descanso necesario para mantener su poder, y Loki, al enterarse de que en realidad es un Gigante de Hielo adoptado, toma el trono de Asgard y se prepara para conquistar los Nueve Reinos. Los Tres Guerreros y Sif encuentran a Thor, pero el Destructor los ataca y los derrota, lo que lleva a Thor a sacrificarse por sus amigos. Golpeado por el Destructor y cerca de la muerte, el desinterés de Thor demuestra que es digno de empuñar el Mjolnir. El martillo regresa a él, restaurando sus poderes y permitiéndole derrotar al Destructor. Thor regresa a Asgard y lucha contra Loki antes de destruir el Bifröst para detener los planes de Loki, quedándose varado en Asgard. Odín evita que los hermanos caigan al abismo, pero Loki parece suicidarse cuando Odín rechaza sus súplicas de aprobación. Thor hace las paces con su padre y admite que no está listo para gobernar aunque quiere la vengansa.

### Uniéndose a los Vengadores
En 2013, Odín envía a Thor de regreso a la Tierra usando magia oscura después de enterarse de que Loki está vivo y está intentando conquistar la Tierra. Encuentra a Loki en un Quinjet, tras ser capturado por Tony Stark, Steve Rogers y Natasha Romanoff. Thor se lleva a Loki con la esperanza de convencerlo de que abandone su plan. Sin embargo, Stark y Rogers persiguen a Thor y, después de una breve confrontación, Thor accede a llevarlo al portaaviones volador de SHIELD, el Helicarrier. Durante su estadía, pregunta por el paradero de Jane y se entera de que Sevig esta bajo control de su hermano. Los agentes, incluido Clint Barton, que estaban controlados mentalmente por Loki, atacan el Helicarrier, desactivan uno de sus motores en vuelo y provocan que Bruce Banner se transforme en Hulk. Thor intenta detener el alboroto de Hulk y ambos son expulsados del Helicarrier mientras Loki escapa. Antes de caer, observa como Loki mata al agente Phil Coulson. Thor luego se convierte en miembro fundador de los Vengadores al regresar para ayudar a Rogers, Stark, Banner, Romanoff y Barton cuando Loki usa el Teseracto para abrir un agujero de gusano sobre la ciudad de Nueva York para permitir que un ejército Chitauri comience su invasión a la tierra. Thor y los Vengadores luchan contra los Chitauri y salvan la ciudad. Después de que Loki es derrotado en la Torre Stark, Thor regresa a Asgard con Loki y el Teseracto bajo su custodia.

### Batalla contra los Elfos Oscuros
En 2014, después de haber usado el Teseracto para reconstruir el Bifrost y traer la paz a los Nueve Reinos, Thor y sus compañeros guerreros descubren que La Convergencia, un evento que alinea a los Nueve Reinos es inminente, con portales que unen a los mundos que aparecen al azar. Heimdall alerta a Thor de que Jane Foster ha dejado su visión cercana que todo lo ve, lo que lleva a Thor a ir a la Tierra. Jane, sin darse cuenta, libera una fuerza sobrenatural y Thor regresa con ella a Asgard. Odín reconoce esta fuerza como un arma conocida como Aether, advirtiendo que matará a Jane y que su regreso presagia una profecía catastrófica. Los Elfos Oscuros, liderados por Malekith, despiertan y atacan Asgard en busca de Jane. Frigga, la madre de Thor, muere protegiendo a Jane y Malekith se ve obligado a huir. En contra de las órdenes de Odín de quedarse en Asgard, Thor libera a regañadientes a Loki, que conoce un portal secreto a Svartalfheim, hogar de los Elfos Oscuros, a cambio de la promesa de Thor de vengar a su madre. En Svartalfheim, Loki engaña a Malekith para que extraiga el éter de Jane, pero el intento de Thor de destruir la sustancia expuesta falla. Malekith se fusiona con el Aether y se va en su nave cuando Loki es herido de muerte. Thor y Jane regresan a Londres a través de otro portal. Con ayuda de Jane, Selvig, Lewis y su pasante Ian, Thor finalmente derrota a Malekith en una batalla en Greenwich, y regresa a Asgard para rechazar la oferta de Odín de tomar el trono y le cuenta a su padre sobre el sacrificio de Loki. Thor luego regresa a la Tierra y se reúne con Jane.

### Ultrón y la Batalla de Sokovia
En 2016, Thor y los Vengadores asaltan una instalación de Hydra en Sokovia y encuentran el cetro de Loki. De vuelta en la Torre de los Vengadores, Stark y Banner descubren una inteligencia artificial dentro de la gema del cetro, y secretamente deciden usarla para completar el programa de defensa global diseñado por Stark, "Ultrón". Después de que los Vengadores organizan una fiesta de celebración y que Thor revelara que él y Jane han terminado su relación, el inesperadamente inteligente Ultrón ataca a Thor, James Rhodes y los otros Vengadores antes de escapar con el cetro. El equipo rastrea a Ultrón en Johannesburgo, pero Wanda Maximoff los somete con visiones alucinatorias. Después de esto, Thor y el equipo van a la casa de Barton para recuperarse, sin embargo, Thor los deja para consultar con Selvig sobre el significado del futuro apocalíptico que vio en su alucinación. Thor y Selvig van a un pozo místico, donde Thor tiene una visión de las Gemas del Infinito, los objetos más poderosos que existen. Al regresar a la Torre, Thor descubre que Stark cargó en secreto a JARVIS en un cuerpo de vibranio sintético capturado de Ultrón y ayuda a activar el cuerpo, apodado Visión, explicando que la gema en su frente es una de las seis Gemas del Infinito. Thor y el equipo regresan a Sokovia donde se involucran en la batalla final contra Ultrón y logran derrotarlo. En el nuevo Complejo de los Vengadores, Thor les dice a Rogers y Stark que se va para regresar al espacio y aprender más sobre las fuerzas que sospecha que han manipulado los eventos recientes y deja la Tierra usando el Bifrost.

### Ragnarok
En 2018, Thor es encarcelado en Muspelheim por el demonio Surtur. Este afirma que destruirá a Asgard en el Ragnarök profetizado, cuando su corona se coloque en la Llama Eterna en la bóveda de Odín. Thor escapa, lucha y derrota a Surtur y recupera la corona, creyendo que ha impedido el Ragnarök. Mientras devuelve la corona a Asgard, encuentra a Loki todavía vivo y haciéndose pasar por Odín. Lleva a Loki de regreso a la ciudad de Nueva York. Con la ayuda de Stephen Strange, encuentran a un Odín moribundo en Noruega, quien explica que su muerte permitirá que su primogénita, Hela, escape de una prisión en la que fue sellada hace milenios. Tras su muerte, ella aparece, destruye el Mjolnir y obliga a Thor y Loki a salir del Bifrost al espacio. Thor se estrella en el planeta Sakaar y es capturado por Recolectora 142, que más tarde se revela como Valquira, una exmiembro de la antigua orden Asgardiana de Valkyries derrotada por Hela. Thor se ve obligado a competir en el Torneo de Campeones del Gran Maestro y se hace amigo de sus compañeros gladiadores, Korg y Miek. Después de reencontrarse y derrotar a Hulk, que ahora es el campeón del Gran Maestro, Thor encuentra el Quinjet que llevó a Hulk a Sakaar. Una grabación de video de Romanoff ayuda a Hulk a transformarse de nuevo en Banner y después de convencer a Valquiria y Loki para que los ayuden, escapan a través de un agujero de gusano a Asgard, pero no antes de que Loki traicione a su hermano y se quede atrás en Sakaar. En medio de la batalla con las fuerzas de Hela, Loki regresa a bordo del buque del Gran Maestro, el Statesman. Él y Heimdall ayudan a los asgardianos a escapar a la nave. Thor, frente a Hela, pierde un ojo y, a través de una visión de Odín, se da cuenta de su verdadero potencial y desbloquea sus poderes ocultos, pero pronto se da cuenta de que el Ragnarok es la única forma de detener a Hela. Hace que Loki coloque la corona de Surtur en la Llama Eterna, y Surtur destruye a Asgard y a Hela. Thor, coronado rey, decide llevar a su pueblo a la Tierra, pero son interceptados por el Sanctuary II, el buque de guerra de Thanos.

### Combatiendo a Thanos y la Guerra del Infinito
En un Statesman destruido, Thor es amenazado por Thanos usando la Gema del Poder, hasta que Loki le da la Gema del Espacio contenida en el Teseracto. Antes de hacerlo, llama a Hulk, pero Thanos lo derrota y mata a Heimdall cuando lo transporta a la Tierra a través del Bifrost. Después de que Thanos mata a Loki, Thor agarra el cuerpo de su hermano mientras Thanos destruye la nave y deja que Thor muera en el espacio abierto. Thor sobrevive y es rescatado por los Guardianes de la Galaxia (Peter Quill, Gamora, Drax el Destructor, Mantis, Rocket y Groot) y le cuentan a Thor sobre la búsqueda de Thanos para encontrar las Gemas del Infinito y borrar la mitad de toda la vida en el universo. Al necesitar una nueva arma, Thor se va en una cápsula espacial con Rocket y Groot a Nidavellir, y Rocket le da a Thor un ojo de reemplazo cibernético. Descubren que Nidavellir ha sido devastado por Thanos y conocen al rey enano Eitri. Thor repara la fragua dañada y trabajan juntos para crear el Stormbreaker (Rompe-Tormentas, en español), un hacha poderosa que también le otorga a Thor el poder del Bifrost. Thor se transporta a sí mismo, a Rocket y a Groot a Wakanda en la Tierra para ayudar a Rogers, Romanoff, Banner, Rhodes, Sam Wilson, Bucky Barnes, T'Challa y el ejército de Wakanda en la batalla contra los Outriders. Thor puede derrotar a decenas de Outriders y usa el Stormbreaker para herir gravemente a Thanos. Sin embargo, Thanos logra activar el Guantelete del Infinito completo chasqueando los dedos, iniciando el Blip. Thanos se teletransporta y Thor se queda mirando horrorizado cuando Barnes, Maximoff, Wilson, T'Challa y Groot se desintegran.

### Vengando a los caídos y el Atraco en el Tiempo
Thor, junto con los Vengadores sobrevivientes y Rocket, regresan al Complejo de los Vengadores para evaluar el daño que Thanos ha causado. Tres semanas después, Thor va con Rogers, Romanoff, Banner, Rhodes, Rocket, Carol Danvers y Nébula al espacio al Jardín para enfrentarse a Thanos. Después de descubrir que Thanos destruyó las Gemas para evitar su uso posterior, Thor, enfurecido, lo decapita con el Stormbreaker, siguiendo el consejo que le dio antes de activar el Blip. En algún momento entre 2019 y 2023, Thor y los asgardianos restantes se establecen en Tønsberg, Noruega, donde crean una colonia llamada Nuevo Asgard. Thor se convierte en un alcohólico con sobrepeso como resultado de su trauma.
En 2023, Rocket y Banner llegan a Nuevo Asgard e instan a Thor a regresar con los Vengadores y escuchar su plan para deshacer las acciones de Thanos. Thor regresa al Complejo, se reúne con los Vengadores y se entera del plan para viajar en el tiempo a través del Reino Cuántico para recolectar las Gemas del Infinito de diferentes puntos en el pasado. Él y Rocket viajan a Asgard en un 2014 alternativo a recuperar la Gema de la Realidad, donde conoce a una Frigga alternativa, que reaviva el sentido de propósito de Thor, y recupera una versión alternativa del Mjolnir. Al regresar, los Vengadores originales guardan un luto silencioso por Romanoff, quien se sacrificó en Vormir para obtener la Gema del Alma. Después de que Banner restaura las vidas que Thanos borró, una versión alternativa de Thanos de 2015 viaja a través del Túnel Cuántico y ataca el Complejo. Thor, Stark y Rogers se enfrentan y luchan contra Thanos. Después de que llegan los Vengadores, Guardianes, Asgardianos, Devastadores, Maestros de las Artes Místicas y el ejército de Wakanda restaurados, Thor participa en la batalla final contra Thanos y su ejército. Al final, Stark se sacrifica para matar a Thanos y sus fuerzas. Posteriormente, Thor asiste al funeral de Stark. Mientras Rogers devuelve las gemas alternativos y el Mjolnir a sus respectivas líneas de tiempo, Thor regresa a Nueva Asgard, donde convierte a Valquiria en la nueva gobernante y se va con los Guardianes de la Galaxia al espacio.

### Luchando contra Gorr, el Dios Carnicero y Más Allá
Después de pasar un tiempo con los Guardianes de la Galaxia y recuperar su físico musculoso, Thor se separa de ellos para responder a una señal de socorro de Sif. Al llegar, una Sif golpeada advierte a Thor sobre Gorr, un ser que posee el arma que mata a los dioses, la Necroespada, que busca la extinción de todos los dioses y que su próximo objetivo es atacar Nuevo Asgard.
Jane Foster, ahora su exnovia, es diagnosticada con un cáncer terminal y llega a Nuevo Asgard con la esperanza de buscar tratamiento médico. El martillo destruido de Thor, Mjolnir, se vuelve a forjar y se une a Foster, otorgándole su poder después de años antes, Thor, sin saberlo, lo había encantado para protegerla y hacerla digna de empuñarla. Thor llega a Nuevo Asgard justo cuando Gorr comienza a atacar la ciudad con criaturas sombrías. Se sorprende al encontrar a Foster con Mjolnir pero, sin embargo, se une a ella, Valkyrie y Korg para luchar contra Gorr. El grupo frustra el ataque de Gorr, pero él escapa y secuestra a varios niños asgardianos.
El grupo viaja a Ciudad Omnipotente para advertir a los otros dioses y pedir su ayuda. El dios olímpico Zeus no está dispuesto a ayudar y captura a Thor, lo que obliga al grupo a luchar contra sus hombres. En ello, Zeus hiere a Korg; enfadado, Thor empala a Zeus con su propio rayo, que Valkyrie roba durante su fuga. Luego viajan al Reino de las Sombras para salvar a los niños. Sin embargo, esto resultó ser una artimaña para que Gorr tomara el Stormbreaker, ya que tiene la intención de usar el Bifrost para ingresar a la Eternidad y pedir la destrucción de todos los dioses. Gorr logra dominar al grupo de Thor y roba el Stormbreaker con éxito. Gorr usa el Stormbreaker para abrir el portal a la Eternidad. Valkyrie queda gravemente herida y Foster termina la batalla agotada por el uso de Mjolnir, que ha expandido su cáncer; tras ello Thor le pide que no vuelva a empuñar el martillo ya que teme perderla. Thor va solo, usando el rayo de Zeus para imbuir a los niños asgardianos secuestrados con su poder para luchar junto a él. Foster llega y se une a Thor en la lucha contra Gorr y destruye la Necroespada.
Admitiendo la derrota, Thor logra convencer a Gorr de que todo lo que quería de Eternity no era destruir a los dioses sino recuperar a su hija. Foster sucumbe a su enfermedad y muere en los brazos de Thor. Eternity permite la solicitud de Gorr de revivir a su hija Love, y le pide a Thor que la cuide antes de morir. Los niños regresan a Nueva Asgard, donde Valkyrie y Sif comienzan a entrenarlos. 
Mientras tanto, en 2025, Thor, ahora una vez más en posesión del Mjolnir, continúa en aventuras para ayudar a las personas, con Love, ahora empuñando el Stormbreaker, a su lado.
En algún momento posterior, no especificado, Thor se encontraría con el mercenario mutante Wade Wilson y lo consolaría en sus brazos después de ser herido.

## Versiones alternativas

### Perdiendo el Teseracto
En un 2012 alternativo, Thor y los Vengadores obtienen la victoria sobre Loki durante la Batalla de Nueva York. Sin embargo, cuando el Tony Stark y Scott Lang de 2023 llegan para robar el Teseracto, alteran la historia del Thor de 2012 cuando causan que Stark de 2012 tenga una arritmia cardíaca. Thor-2012 usa el Mjolnir para salvar la vida de Stark-2012, pero sin darse cuenta, el incidente hace que Loki obtenga acceso al Teseracto que usa para escapar teletransportándose, dejando a Thor-2012 con preocupación y confusión.

### Throg
En una realidad alternativa, Thor (con la voz de Chris Hemsworth) se convierte en una rana y luego es enviado al Vacío por la Autoridad de Variación Temporal (AVT). Esta versión se denomina "Throg".

### What If...?
Varias versiones alternativas de Thor aparecen en la serie animada What If...?, con Hemsworth retomando el papel.

#### Muerte de los Vengadores
En un 2011 alternativo, mientras buscaba el Mjolnir en una base de S.H.I.E.L.D. luego de su destierro de Asgard, Thor aparentemente es asesinado por una flecha de Clint Barton por accidente, aunque más tarde se revela que su muerte fue orquestada por un vengativo Hank Pym en su alias Yellowjacket.

#### Príncipe de la fiesta
En otro 2011 alternativo, Thor se cría como hijo único debido a que Odín le devolvió un bebé Loki a Laufey y crece para convertirse en un príncipe bullicioso que prefiere pasar su tiempo de fiesta. Mientras Odín cae en el Sueño de Odín y Frigga visita a sus hermanas, Thor organiza una gran fiesta intergaláctica en la Tierra en Las Vegas, con asistentes que incluyen una versión de Loki, que es un Príncipe de los Gigantes de Hielo y un buen amigo de Thor, los Soberanos, los Devastadores., Surtur, Korg, Nébula, Drax, el Gran Maestro y Howard el Pato. En respuesta, la directora interina de SHIELD, Maria Hill, llama a Danvers para que la ayude, pero Thor se niega a irse y los dos se involucran en una batalla. Thor somete a Danvers y continúa festejando con sus compañeros extraterrestres, destruyendo reliquias humanas y lugares como Stonehenge y la Estatua de la Libertad. Thor también conoce a Foster y establece una relación romántica con ella. Mientras él está de fiesta, ella contacta a Frigga para disciplinar a Thor antes de que mate a Danvers y haga más daño. Thor es alertado de la inminente llegada de Frigga e intimida a los asistentes a la fiesta para que limpien el daño que causaron cuando menciona que viene Frigga. Logran deshacer los daños. Frigga llega y lo encuentra estudiando con sus compañeros asgardianos y midgardianos. Cuando invoca a Mjolnir, lo encuentra desfigurado mientras Frigga niega con la cabeza. Luego, Thor visita a Foster en su camioneta y la invita a una cita, solo para ser interrumpido por un Ultrón de otro universo que empuña las Gemas del Infinito.
Mientras lucha contra los Centinelas de Ultrón, el Vigilante lo recluta en los Guardianes del Multiverso para derrotar a Ultrón. Mientras está en otro universo, Thor alerta accidentalmente a Ultrón de su presencia prematuramente y es transportado al universo de origen de Ultrón después de una breve batalla. Junto a Natasha Romanoff, el equipo lucha contra Ultrón y logra derrotarlo, y Thor regresa a su realidad natal y se reúne con Foster.

#### La conquista de Ultrón
En un 2015 alternativo, Thor, junto con Stark, Rogers y Banner, son asesinados por Ultrón que había cargado con éxito su conciencia en un nuevo cuerpo de Vibranium.

#### Vengadores 1980
En un 1988 alternativo, Thor está a la caza de Peter Quill y su padre Ego por destruir la mayoría de los Nueve Reinos (incluidos Jotunhelm y Asgard). El llega a la Tierra y une fuerzas con los héroes enviados tras Quill para evitar que Ego destruya la Tierra con su semilla.

#### Salvando la Navidad
En un 2014 alternativo, Thor aparece en el último minuto después de que Happy Hogan y los Vengadores impiden que Justin Hammer se apodere de la torre de los Vengadores durante la fiesta de Navidad y cree que se lo perdió.

#### Luchando junto a la Capitana Carter
En un 2012 alternativo, Thor se une a los Vengadores, conformados por la Capitana Carter, Stark, Barton, Romanoff y Hope van Dyne. El participa en la Batalla de Nueva York.

#### 1602
En un 1602 alternativo, Thor era el Príncipe y vio a Loki actuar en el escenario. Sin embargo, después de que el universo experimentara una incursión, un desgarro en el universo, la Reina Hela fue barrida. Thor fue nombrado el nuevo Rey y obtuvo el Cetro, que contenía la Gema del Tiempo. Creyendo que la Capitana Carter había fallado en su papel allí, Thor envió a Hogan y a los Yellowjackets Reales a buscarla. Más tarde, él y Loki presenciaron el regreso de Carter, junto con Rogers, Lang y Barnes. Cuando se abrió otro desgarro, la Bruja Escarlata lo contuvo, mientras Carter lo confrontaba por el Cetro, lo que lo llevó a luchar contra ella. Fury finalmente robó el Cetro, lo que le permitió a Carter poner la Gema en el dispositivo de Stark y demostrar que el desplazamiento de Rogers estaba causando la incursión. Carter lo envió de regreso a su universo, salvando el universo de Thor.

#### Encarcelado por el Doctor Strange
Varias variantes de Thor fueron retenidas prisioneras en el Sanctum Infinitum del Doctor Strange Supremo; cuando la Capitana Carter liberó a los prisioneros de Strange, dos de ellos inmediatamente comenzaron a pelear entre sí. Más tarde, uno de ellos le da a Kahhori su versión de Mjolnir, para ayudarla a luchar contra Strange, antes de que ella lo devuelva a su propio universo.

## Diferencias con los cómics.
Una divergencia importante de los cómics es la ausencia del alter ego de los cómics de Thor, Donald Blake, aunque usa el nombre 'Donald Blake' como seudónimo durante su tiempo en la Tierra en Thor, un homenaje como huevo de Pascua a los cómics.  En los cómics, como en el MCU, Odín despojó a Thor de sus poderes y lo envió a la Tierra como castigo por su arrogancia e intemperancia. Sin embargo, en los cómics, Odín pone a Thor en el cuerpo de Donald Blake, un médico humano lisiado, en el transcurso de una historia de larga duración, que abarca años de aventuras durante los cuales el alter ego de Thor ocasionalmente puede hacer que Thor resurja para luchar contra la villanía. En el MCU, sin ningún elemento de alter ego, este destierro se resuelve en la primera película, en el transcurso de los días. La falta de un alter ego también afecta las relaciones de Thor. En los cómics, el interés amoroso de Thor, Jane Foster, es asistente de Donald Blake. En las películas, ella no tiene conexión previa con el personaje, y lo conoce debido a su trabajo como física que estudia el tipo de fenómenos que generan sus apariciones.
Otra diferencia significativa con los cómics es la destrucción del martillo de Thor, Mjölnir, en el MCU y el origen de su reemplazo, Stormbreaker. En los cómics, Stormbreaker es creado por el enano Eitri por decreto de Odín, para ser entregado a Beta Ray Bill, después de que Bill lucha contra Thor en un combate cuerpo a cuerpo para determinar quién debería poseer el Mjölnir. En el MCU, el propio Thor ayuda a Eitri a crear el Stormbreaker como reemplazo del Mjölnir destruido, para usarlo como arma con la que enfrentarse a Thanos, aunque luego recupera al Mjölnir por un breve período mientras viaja en el tiempo.
Al final de Avengers: Endgame, Thor se une a los Guardianes de la Galaxia, también en un rumbo diferente a todo lo que ocurre en los cómics.

## Recepción
Si bien la interpretación del personaje de Hemsworth ha recibido elogios, Thor, como personaje, fue inicialmente menos bien recibido que otros personajes de los Vengadores, y se ha afirmado que "antes de Ragnarok, Thor fue descrito por algunos como un personaje mal definido aunque agradable, utilizado principalmente para golpear y, ocasionalmente, bromas sobre peces fuera del agua hechas a su costa, y que las películas con el personaje eran "la franquicia menos divertida del estudio". En particular, The Dark World fue criticado por agregar "absolutamente cero desarrollo o crecimiento para su personaje principal", lo que resultó en "poco entusiasmo por Thor por parte del público o de Marvel". Thor: Ragnarok, sin embargo, fue mucho mejor recibido, en la medida en que se ha descrito ampliamente como el salvamento de la franquicia de Thor. En su reseña de Avengers: Endgame, Joe Morgenstern de The Wall Street Journal reconoció al "Thor de Chris Hemsworth, entrañable a pesar de un material irregular y el rango dramático aparentemente limitado del actor".

### Avengers: Infinity War
Thor en infinity war fue ampliamente elogiado, por sus temas que significan sus pérdidas, su viaje como dios y su sacrificio por la gente de la tierra y Asgard. Mike Reyes de Cinema blend declaró: "La búsqueda en sí misma es la forma en que Thor intenta reconstruirse después de las pérdidas más devastadoras, y Hemsworth ciertamente es un juego para eso. Verlo hablar con Rocket Raccoon fue un momento tranquilo que vale la pena de la mejor manera posible cuando finalmente forja y usa Stormbreaker. Después de perderlo todo, Thor está muy desesperado por volver a montar y ser un héroe nuevamente, solo que esta vez no es por un impulso juvenil. Al prestar mucha atención a su conversación con Rocket, puedes ver un poco más de la edad y la sabiduría en su persona, particularmente debido al hecho de que Chris Hemsworth parece haber adoptado más el tono y los modales del Odín de Anthony Hopkins. Hemos visto al hijo convertirse en padre, y ahora está listo para convertirse en el héroe que siempre estuvo destinado a ser". La caracterización, los temas y el simbolismo de Thor fueron elogiados tanto por fanáticos como por críticos, y muchos lo consideraron la mejor versión de Thor en el Universo Cinematográfico.

### Representación de "Fat Thor"
La representación de Thor como un alcohólico deprimido y obeso en Avengers: Endgame, y el posterior uso de bromas dirigidas a Thor por parte de otros personajes debido a esto, dio lugar a acusaciones de vergüenza en varios comentarios editoriales y reacciones de los fanes. Otros indicaron su desaprobación de que el estado emocional y físico de Thor se jugara para reírse en lugar de abordarlo con más respeto y comprensión.
Por otro lado, la representación también recibió elogios de la crítica por agregar relacionabilidad y por abordar los problemas de salud mental, con el propio Hemsworth defendiendo el plan inicial para que Thor volviera a ser musculoso a la mitad de la película. Joe Morgenstern de The Wall Street Journal elogió a Hemsworth en el final de la franquicia de los Vengadores "como el elegante y exuberante actor cómico que estaba destinado a ser, mientras que Thor se transforma, de manera alarmante y encantadora, aunque heroicamente, en una aparición con barriga cervecera que podría pasar por Jeff Lebowski".